# Brasil na Copa do Mundo FIFA de 1954
A edição de 1954 do torneio, na Suíça, marcou a quinta participação da Seleção Brasileira de Futebol em uma Copa do Mundo. Era e ainda é o único país a participar de todas as edições do torneio da FIFA, fato que persiste até a edição atual (Copa do Mundo de 2022).
Foi a primeira vez que a Seleção usou o uniforme com a camisa amarela e o calção azul. Depois da derrota no Mundial de 1950, o uniforme antigo (camisa branca e calção azul usado desde 1919) foi considerado uma das fontes de azar. Em 1953, o professor e jornalista gaúcho Aldyr Garcia Schlee venceu outros treze candidatos no concurso para escolha do novo uniforme. Como vencedor recebeu uma cadeira cativa no Maracanã, um estágio como desenhista no extinto jornal Correio da Manhã e uma soma em dinheiro.
A Seleção de 1954 foi dirigida por Zezé Moreira. Foi a primeira vez que a seleção brasileira disputou as eliminatórias. O capitão foi Bauer. O Brasil foi eliminado nas quartas de final e terminou na sexta colocação.

## Preparação
Flávio Costa, técnico do Brasil desde 1945 foi substituído por Zezé Moreira. Zezé prometia uma novidade, a "marcação por zona". Mas o esquema ainda era o 3-2-2-3, W-M. Zezé ganhou força ao conquistar o Campeonato Panamericano de Futebol de 1952 no Chile. A primeira conquista da seleção brasileira no exterior. O Brasil ainda foi vice-campeão no Campeonato Sul-Americano de Futebol de 1953.
Antes do mundial, o Brasil emendou seis vitórias seguidas, mas o futebol não convencia. A partida de despedida foi uma vitória por 2 a 0 diante da equipe colombiana do Milionários no Maracanã, em que a seleção foi vaiada. Zezé Moreira respondeu: "As vaias injustificadas tiveram para mim a satisfação de evidenciar que os jogadores nacionais estão com a moral elevada. Sim, porque qualquer quadro teria sucumbido, fatalmente, ante tantas manifestações de desagrado.". O jornalista Mario Júlio Rodrigues fez coro: "Bem, o caso é que apareceu um técnico. E com este técnico acabamos conquistando o único título em terras não nossas. Este mesmo técnico que completou onze partidas e não perdeu nenhuma dessas. O que se pode querer mais?".
O jornalista austríaco Willy Meisl, irmão de Hugo Meisl, técnico do Wunderteam, analisou um mês antes da Copa do Mundo: "Os que comparecerem ao próximo Campeonato do Mundo não verão Zizinho, Ademir ou Jair. O técnico do selecionado brasileiro, Zezé Moreira, que conduziu o Brasil à vitória no último Campeonato Pan-Americano de Santiago, selecionou novos homens. Construiu poderosa defesa, tendo por base o famoso sistema do Arsenal, da Inglaterra, isto é, um sistema de "marcação por zona". Mas enquanto a defesa brasileira é, indubitavelmente, mais poderosa do que há quatro anos, a linha de avantes não é tão excepcional quanta à sua antecessora. (...) Dizem os brasileiros ser Julinho o melhor ponteiro do mundo, a mesma honra que a Inglaterra reclama a Tom Finney.  Dizem os peritos que Julinho é uma mistura de Stanley Matthews e o famoso artilheiro Gunnar Nordahl.
Na saída do Brasil, a delegação foi recebida pelo presidente Getúlio Vargas, que fez um discurso e se despediu da comitiva. No dia 22 de maio, em avião da Panair, o Brasil viajou com uma enorme delegação, que além de vinte dois jogadores, contava com um técnico, um médico, um massagista, um roupeiro e um cozinheiro, o presidente de honra e uma secretaria da CBD, o chefe da delegação e sua secretaria, dois delegados, dois assessores, dois convidados de honra, um jornalista de agências e outro da revista da CBD.

## Eliminatórias

### Grupo 11
Peru desistiu
| 28 de fevereiro 1954 | Chile | 0–2 | Brasil | Santiago |
|                      |       |     |        |          |

| 7 de março 1954 | Paraguai | 0–1 | Brasil | Assunção |
|                 |          |     |        |          |

| 14 de março 1954 | Brasil | 1–0 | Chile | Maracanã, Rio de Janeiro |
|                  |        |     |       |                          |

| 14 de março 1954 | Brasil | 4–1 | Paraguai | Maracanã, Rio de Janeiro |
|                  |        |     |          |                          |

| Pos. | Time     | Pts | J | V | E | D | GP | GC |
| ---- | -------- | --- | - | - | - | - | -- | -- |
| 1    | Brasil   | 8   | 4 | 4 | 0 | 0 | 8  | 1  |
| 2    | Paraguai | 4   | 4 | 2 | 0 | 2 | 8  | 6  |
| 3    | Chile    | 0   | 4 | 0 | 0 | 4 | 1  | 10 |

- Classificado: Brasil

## Campanha nas eliminatórias
O Brasil estreou nas eliminatórias vencendo o Chile por 2 a 0. Humberto para Baltazar. Julinho para Baltazar. Paraguai 0 a 1 Brasil. Julinho para Baltazar. Brasil 1 a 0 no Chile no Maracanã. Gol de Baltazar em passe de Didi. Humberto foi muito vaiado pela torcida. Na última rodada, 4 a 1 no Paraguai no Maracanã. Pinga para Julinho. 1 a 0. Maurinho para Baltazar. Romerito para Martinez. 2 a 1. Pinga para Julinho. 3 a 1. Didi para Maurinho